# Kościoły warowne w Siedmiogrodzie

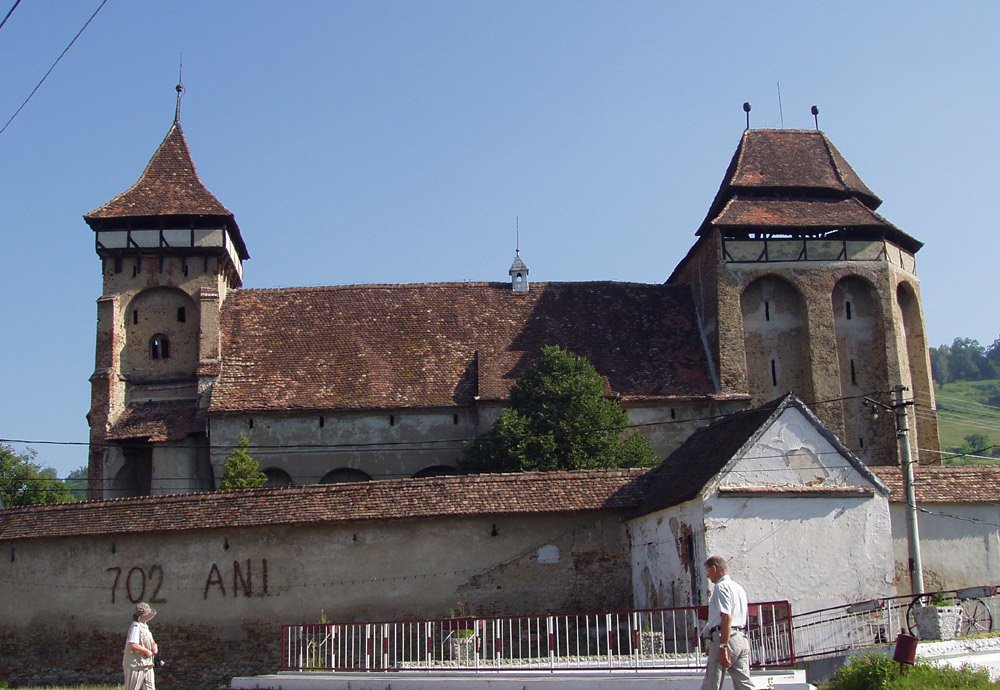
Kościół warowny w Valea Viilor z potężnie umocnionym prezbiterium

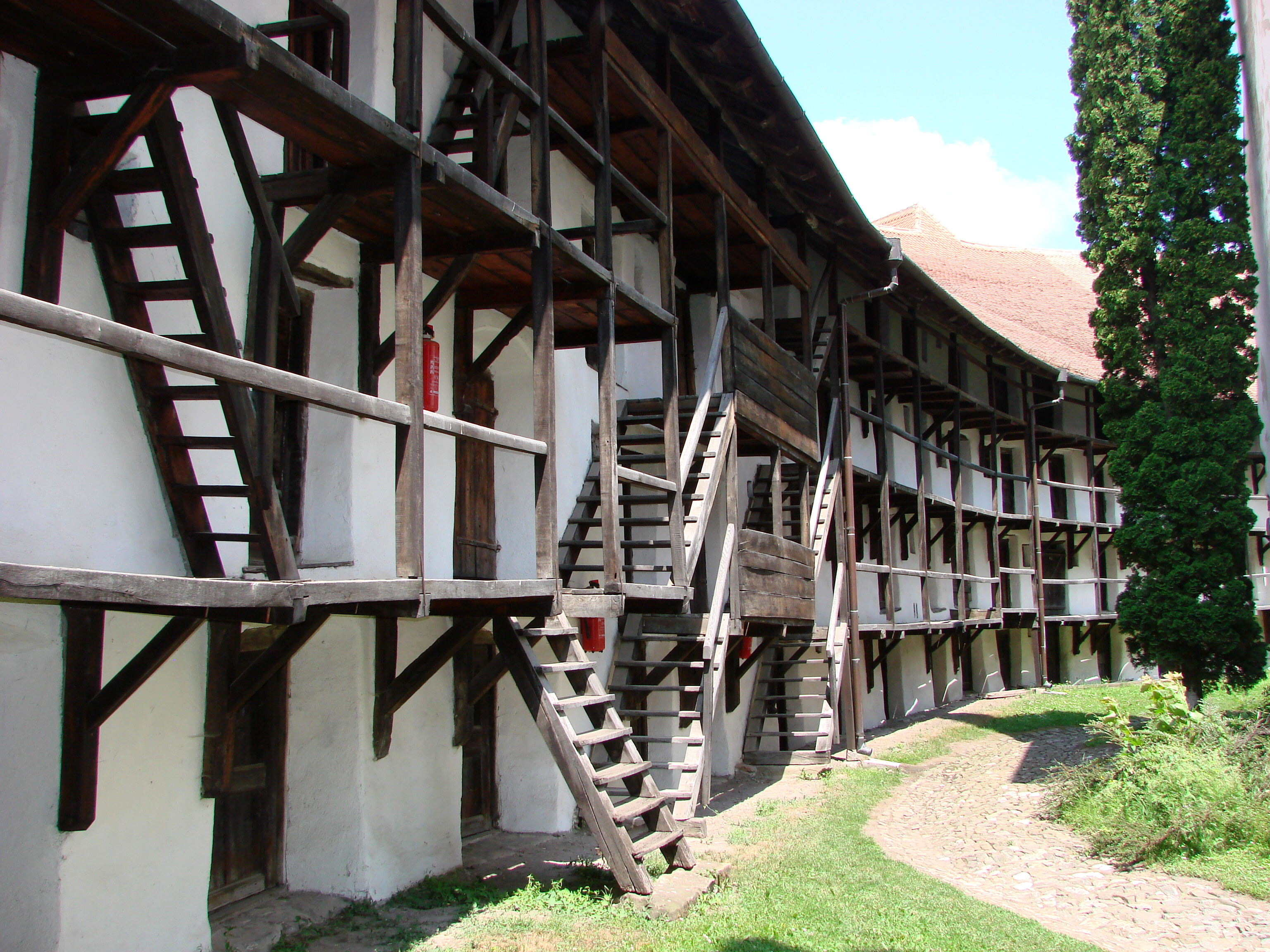
Pomieszczenia gospodarcze i mieszkalne wewnątrz fortyfikacji w Prejmer

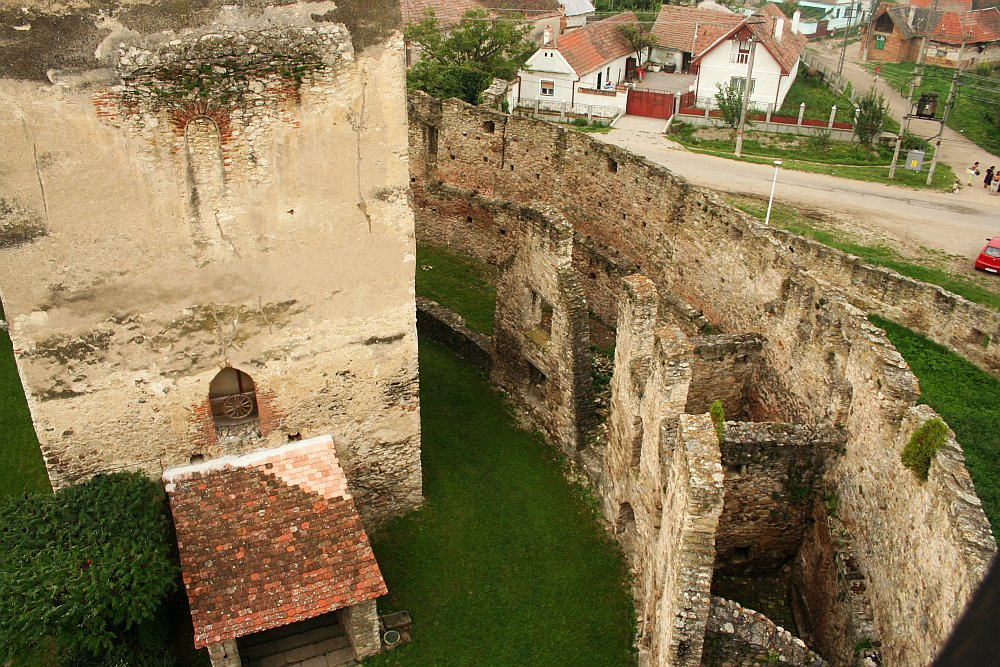
Fortyfikacje zamku w Câlnic

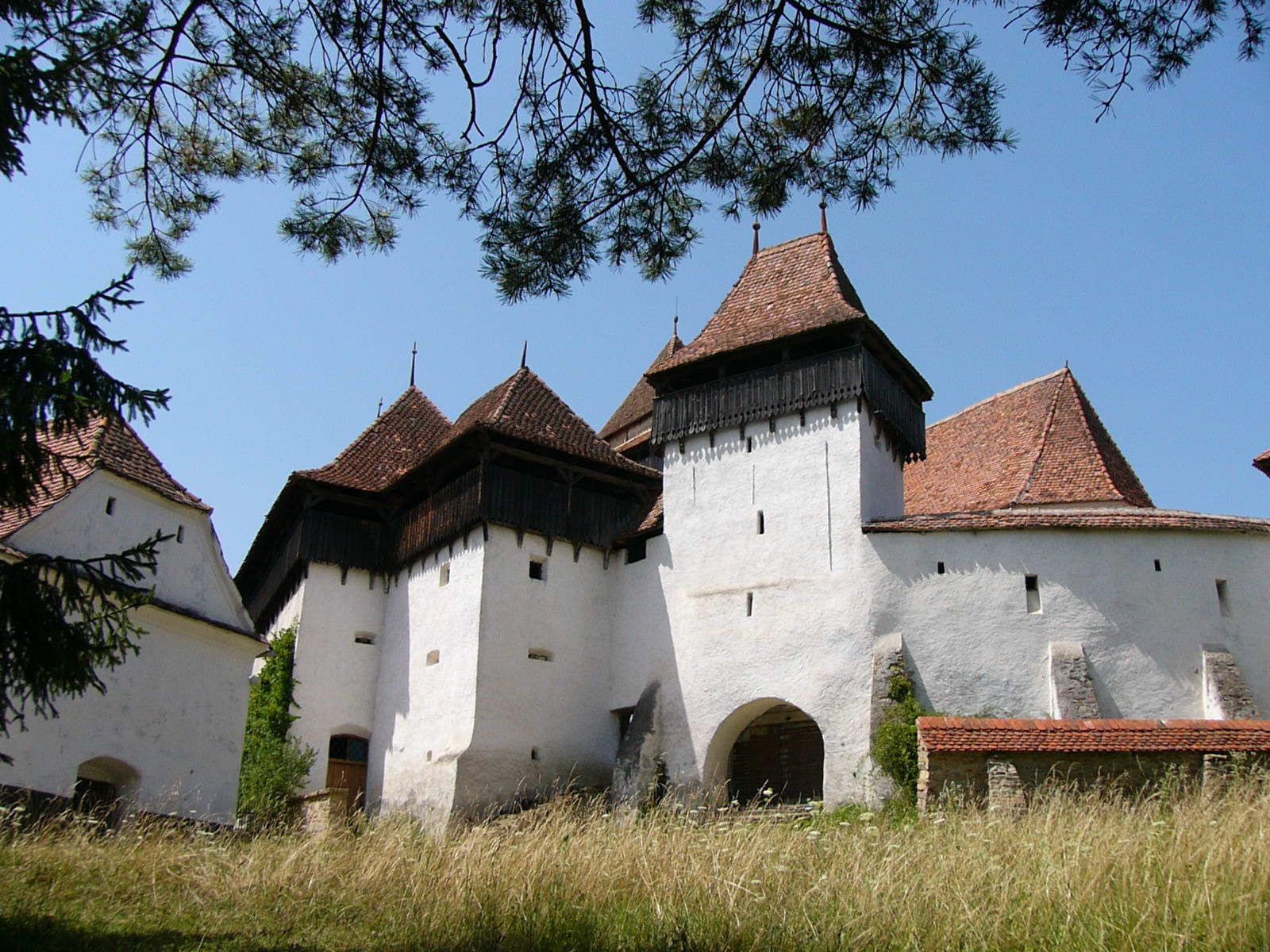
Kościół warowny w Viscri

Kościoły warowne w Siedmiogrodzie – kościoły obronne wznoszone przez mieszkańców Siedmiogrodu (głównie przez Sasów siedmiogrodzkich) od XIII do XVI w. Siedem wsi położonych w południowym i południowo-zachodnim Siedmiogrodzie z kościołami obronnymi jest wpisane na listę światowego dziedzictwa UNESCO (Biertan od 1993 r., pozostałych sześć od 1999 r.).

## Historia
Sasi pojawili się w dużej liczbie w Siedmiogrodzie w XIII w. dzięki akcjom osadniczym organizowanym przez królów węgierskich. Zamieszkany przez nich rejon był narażony na liczne niebezpieczeństwa, przede wszystkim związane z obecnością agresorów za łańcuchem górskim Karpat. Początkowo byli to Mongołowie (którzy kilkakrotnie spustoszyli Siedmiogród w XIII w.) i Połowcy, później władcy lokalnych państw (Mołdawia i Wołoszczyzna) nieraz realizujących swe interesy zbrojnie na terenie Siedmiogrodu, wreszcie – przez stulecia – Imperium Osmańskie. Z tego powodu w miejscowościach zamieszkanych przez osadników jednym z najistotniejszych elementów zapewniających przetrwanie było tworzenie fortyfikacji, które mogłyby zapewnić schronienie ludności w razie niebezpieczeństwa. Najprostszym sposobem realizacji tego celu było umacnianie murowanych kościołów. Tworzenie takich zespołów obronnych trwało od XIII do XVI w.
Wiele z nich, skupionych na stosunkowo niewielkim terenie, przetrwało do dzisiaj. Kościoły zachowały w większości swą funkcję kultową oraz w pewnym stopniu społeczną, choć liczba Sasów w Siedmiogrodzie w drugiej połowie XX w. znacznie spadła, co ma też wpływ na zmianę modelu życia i zwyczajów w tym rejonie. Kościoły te stanowią centrum wiosek, które także zachowały w dużej mierze topograficzny i urbanistyczny charakter nadany im w średniowieczu, wpisane w krajobraz otaczającej je przyrody.
Przykład kościołów obronnych miał duży wpływ także na inne grupy etniczne zamieszkujące Siedmiogród – Rumunów czy Szeklerów, które niekiedy naśladowały w mniejszym lub większym stopniu ten model (przykładem jest wpisana na listę UNESCO szeklerska wieś Dârjiu z kościołem obronnym).

## Architektura
Podstawowym elementem siedmiogrodzkich wiejskich zespołów warownych jest zazwyczaj murowany kościół (romański lub gotycki) o charakterze obronnym: często usytuowany na wzgórzu, posiadający potężne mury, niewielkie okna–strzelnice, wysokie wieże (niekiedy dodatkowe także nad prezbiterium), strychy obronne (niekiedy kilkukondygnacyjne, nad nawami i prezbiterium), hurdycje (drewniane ganki). Ponadto kościół otaczano murami obronnymi (często nie tylko pojedynczym pierścieniem, ale podwójnym lub nawet potrójnym z basztami obronnymi), czyniąc z niego prawdziwą fortecę. W wewnętrznym pasie murów nierzadko znajdowały się pomieszczenia gospodarcze i mieszkalne, połączone misternym systemem drewnianych galerii, zewnętrznych schodów i pomostów, tworzących ciekawe i rzadko spotykane rozwiązania architektoniczne, a służące jako schronienie ludności oraz jej dobytku podczas najazdów.
Rozwój tych systemów obronnych w poszczególnych wypadkach następował zazwyczaj stopniowo, w miarę możliwości, poczynając od umocnień kościoła (dobudowy czy podniesienia wież, kolejnych kondygnacji strychu, hurdycji itp. – tak, że charakter sakralny miejsca łączył się bardzo ściśle z funkcją obronną), kończąc na kolejnych pierścieniach murów obronnych czy ich basztach. Stąd niekiedy założenie może wydawać się chaotyczne.
Wyjątkowym przypadkiem wśród wsi wpisanych na listę UNESCO jest Câlnic, gdzie zespół fortyfikacji nie powstał wokół kościoła, a utworzono go na bazie lokalnego feudalnego zamku, odkupionego od właściciela przez Sasów (tzw. zamek chłopski).
Opisywane kościoły niekiedy zachowały w sobie arcydzieła kultury epoki gotyku i baroku – w zakresie wyposażenia (m.in. ołtarze) oraz malowideł.

## Kościoły warowne
Wsie z kościołami wpisane na listę UNESCO:
- Biertan (Birthälm – Berethalom)
- Câlnic (Kelling – Kelnek)
- Dârjiu (Székelyderzs)
- Prejmer (Tartlau – Prázsmár) – kościół obronny w Prejmerze
- Saschiz (Keisd – Szászkézd)
- Valea Viilor (Wurmloch – Nagybaromlak)
- Viscri (Weißkirch – Szászfehéregyháza)

Niektóre inne miejscowości z kościołami warownymi:
- Agnita (Agnethen – Szentágota)
- Bazna (Baaßen – Bázna)
- Cisnădie (Heltau – Nagydisznód)
- Cristian (Grossau – Kereszénysziget)
- Ghimbav (Weidenbach – Vidombák)
- Mediaș (Mediasch – Medgyes)
- Ocna Sibiului (Salzburg – Vizakna)
- Râșnov (Rosenau – Rozsnyó)
- Sybin (Hermannstadt – Nagyszeben)
- Cincșor (Kleinschenk - Kissink)

W nawiasach nazwy odpowiednio niemieckie i węgierskie.

## Literatura
- Ryszard Brykowski, Tadeusz Chrzanowski, Marian Kornecki: Sztuka Rumunii. Wrocław – Warszawa – Kraków – Gdańsk: Zakład Narodowy imienia Ossolińskich Wydawnictwo, 1979, s. 116–118. ISBN 83-04-00121-7.
- Łukasz Galusek, Aleksandru Dumitru, Tomasz Poller: Transylwania. Twierdza rumuńskich Karpat. Kraków: Wydawnictwo Bezdroża, 2003, s. 86–87, 166, 174–177, 191–195, 238, 321–324. ISBN 83-918869-0-5.
- Witold Korsak, Jacek Tokarski: Rumunia. Bielsko-Biała: Pascal, 2004, s. 309. ISBN 83-7304-380-2.
- Łukasz Galusek, Michał Jurecki: Rumunia. Przestrzeń – sztuka – kultura. Olszanica: Wydawnictwo BoSz, 2008, s. 41–45. ISBN 978-83-7576-038-5.